# تشاو فاي
تشاو فاي (بالصينية: 赵非) هو مصور سينمائي صيني، ولد في 1961 في شيان في الصين.

## وصلات خارجية
- تشاو فاي على موقع IMDb (الإنجليزية)
- تشاو فاي على موقع ألو سيني (الفرنسية)
- تشاو فاي على موقع أول موفي (الإنجليزية)
- تشاو فاي على موقع قاعدة بيانات الفيلم (الإنجليزية)
- تشاو فاي على موقع كينوبويسك (الروسية)